# Teratohyla
Teratohyla es un género de anfibios anuros de la familia de las ranas de cristal (Centrolenidae). Anteriormente las especies de este género fueron incluidas en Cochranella y en Centrolenella.
Su área de distribución abarca las selvas tropicales húmedas de tierras bajas de América Central (desde el noreste de Honduras) y de Sudamérica.

## Especies
Se reconocen cinco especies según ASW:
- Teratohyla adenocheira (Harvey & Noonan, 2005)
- Teratohyla amelie (Cisneros-Heredia & Meza-Ramos, 2007)
- Teratohyla midas (Lynch & Duellman, 1973)
- Teratohyla pulverata (Peters, 1873)
- Teratohyla spinosa (Taylor, 1949)